# Stefan Grossman
Stefan Grossman (Brooklyn, 16 april 1945) is een Amerikaanse bluesgitarist, producent en leerboekauteur.

## Biografie
Stefan Grossman werd in 1945 geboren als zoon van het Joodse echtpaar Herbert en Ruth Grossman in New York. Op 14-jarige leeftijd besloot hij onder de indruk van de muziek van Big Bill Broonzy gitaar te leren. Dominee Gary Davis werd zijn leermeester. Grossman nam de oude bluesgrootheden op op tape en herschreef de nummers in een eigen tabulatuur. Daaruit ontwikkelde hij een leermethode, die hij in boeken en d.m.v. cassetten en platen publiceerde.
Op 18-jarige leeftijd formeerde hij de Even Dozen Jug Band. Daarna was hij korte tijd lid van van The Fugs en nam hij met Rory Block de lp How to Play Blues Guitar op. Sinds 1967 trad hij toenemend solo op. Hij reisde door Europa, woonde in Italië, daarna in het Verenigd Koninkrijk en uiteindelijk weer in Italië.
In 1973 richtte Grossman zijn eigen label Kicking Mule Records op, dat hij tot 1980 zelf leidde en daarna verkocht. Vanaf 1976 werkte Grossman vaak samen met John Renbourn, met wie hij ook een reeks albums opnam en talrijke concerten gaf. In 1987 ging Grossman terug naar de Verenigde Staten. Hij bracht nieuwe albums uit bij het Canadese label Shanachie Records en richtte weer een eigen firma op: Stefan Grossman's Guitar Workshop, waarbij hij weer leermateriaal (cassettes, video's, cd's) uitgeeft.

## Trivia
De eveneens Amerikaanse gitarist John Fahey bracht op zijn in 1975 verschenen lp Old Fashioned Love het nummer The Assassination of Stephan [sic] Grossman uit. Deze nam in 1980 wraak op zijn lp Thunder on the Run met het nummer The Assassination of John Fahey.
- Bibsys: 3070342
- Biblioteca Nacional de España: XX959316
- Bibliothèque nationale de France: cb139318126 (data)
- Gemeinsame Normdatei: 134819926
- International Standard Name Identifier: 0000 0001 1020 1218
- Library of Congress Control Number: n84191349
- MusicBrainz: 93d26b9f-2257-466b-9492-a7c51a77ef00
- Nationale Bibliotheek van Tsjechië: kv2011620929
- Nationale Bibliotheek van Israël: 987007408687505171
- Nederlandse Thesaurus van Auteursnamen: 071066640
- Système universitaire de documentation: 201320339
- Virtual International Authority File: 2659737
- WorldCat: E39PBJwxHBmgy4HJ3fywHQhWDq